# Apothermum
 (décembre 2022).

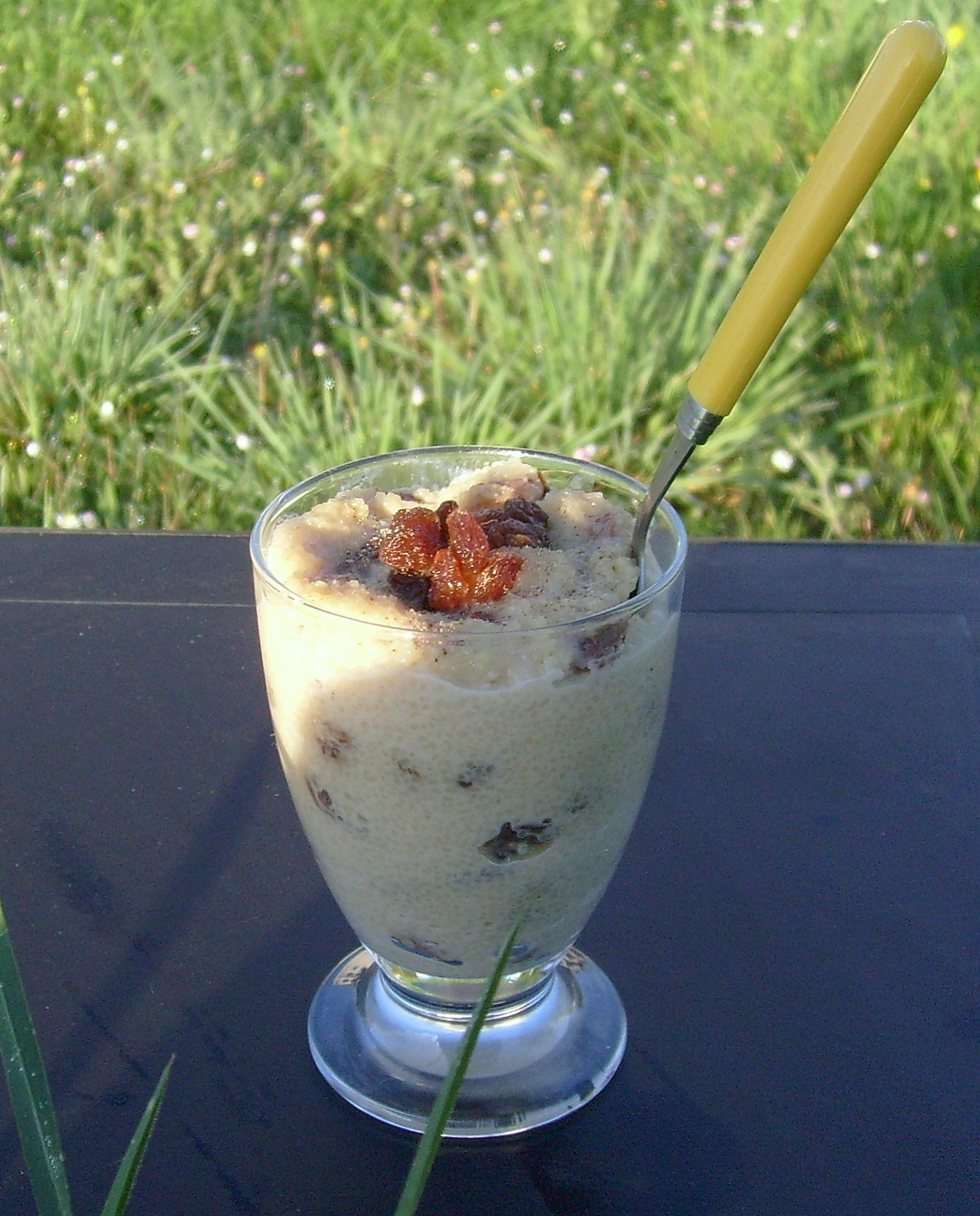
Une coupe d'apothermum garnie de raisins de Corinthe et de poivre du moulin.

L’apothermum (littéralement : « après le bain ») est un entremets de la cuisine romaine antique. Popularisé par le cuisinier Marcus Gavius Apicius, il peut être vu comme l'un des ancêtres de la semoule au lait actuelle.
À l'instar de nombre de plats de la cuisine romaine antique, cette préparation mêle saveurs sucrées, salées et amères. S'il n'est pas certain qu'Appicius en soit l'inventeur, du moins est-ce lui qui en modernise la recette, décrite dans le De Re Coquinaria (De l'art culinaire), un recueil qui lui est attribué. 
La recette originale préconisait de faire bouillir dans de l'eau de la semoule, laquelle était agrémentée d'amandes, de pignons de pin et de raisins secs. Par la suite[Quand ?], l'eau fut parfois remplacée par du lait afin de garantir une consistance plus crémeuse. 
La préparation était sucrée à l'aide de miel et intégrait aussi des ingrédients plus inattendus comme le garum (sauce de poisson fermentée), l'huile d'olive et le « passum », un vin réputé durant l'antiquité. De nos jours, ces ingrédients sont souvent remplacés par de la sauce nuoc mam et du vin de paille.